# Mary-Louise Parker
Mary-Louise Parker (Colúmbia, 2 de agosto de 1964) é uma premiada atriz norte-americana. Mais conhecida por seu trabalho no canal Showtime, através da série Weeds com sua personagem extremamente insana e marcante, Nancy Botwin. Parker também trabalhou grandiosamente em muitos outros filmes e séries como Tomates Verdes Fritos; interpretando a doce personagem, Ruth Jamison; The West Wing, Angels in America, Uma viagem Inesperada e Ansiedades de uma geração. Ela também foi concebida com diversas premiações, especialmente em 2001 com o Tony Award por melhor atriz da Broadway atuando na peça teatral Proof.

## Biografia
Mary-Louise Parker nasceu em Fort Jackson, Carolina do Sul. Ela é filha de Caroline Louise (née Morell) e John Morgan Parker, que serviu as forças armadas dos Estados Unidos. Por causa da carreira de seu pai, Mary-Louise viveu partes da sua infância no Tenessi e Texas, assim também como na Alemanha e França. Mary-Louise tem três irmãos: Jay M. Parker, Sage Parker e Bruce M. Parker. Ela se formou em Marcos De Niza High School em Tempe, Arizona.

## Vida pessoal
De 1997 a novembro de 2003, Mary-Louise Parker namorou o ator Billy Crudup, com que teve seu primeiro filho, William Atticus Parker, nascido em 7 de janeiro de 2004 (Billy a deixou dois meses antes).
Em setembro de 2007, Parker adotou uma menina da Etiópia, Caroline 'Ash' Aberash Parker. Com o mesmo nome que sua mãe, em sua homenagem.
Em julho de 2013, anunciou que estava pensando em parar de atuar por comentários negativos e ignorantes sobre seu trabalho. Porém ultrapassou as críticas e já tem um trabalho com estreia em 2014, Jamesy Boy.

## Carreira

### Filmografia
Filmes
| Ano  | Título                                                | Personagem            |
| ---- | ----------------------------------------------------- | --------------------- |
| 1989 | Signs of Life                                         | Charlotte             |
| 1989 | Meu Querido Companheiro                               | Lisa                  |
| 1991 | Tomates Verdes Fritos                                 | Ruth Jamison          |
| 1991 | Grand Canyon - Ansiedade de uma Geração               | Dee                   |
| 1993 | Um Amor de Verdade                                    | Rita                  |
| 1993 | Nu em Nova York                                       | Joanne White          |
| 1994 | Tiros na Broadway                                     | Ellen                 |
| 1994 | O Cliente                                             | Dianne Sway           |
| 1995 | Reckless                                              | Pooty                 |
| 1995 | Somente Elas                                          | Robin Nickerson       |
| 1996 | Retrato de uma Mulher                                 | Henrietta Stackpole   |
| 1997 | Assassinato na Mente                                  | Caroline Walker       |
| 1997 | The Maker                                             | Officer Emily Peck    |
| 1998 | Misteriosa Paixão                                     | Peggy Blane           |
| 1999 | Let the Devil Wear Black                              | Julia Hirsch          |
| 1999 | Os Cinco Sentidos                                     | Rona                  |
| 2002 | Dragão Vermelho                                       | Molly Graham          |
| 2002 | The Quality of Mercy                                  | Sarah Richardson      |
| 2002 | O Amor Entrou pelo Cano                               | Toni Edelman          |
| 2004 | A Galera do Mal                                       | Lillian Cummings      |
| 2004 | O Melhor Ladrão do Mundo                              | Sue Zaidman           |
| 2004 | Uma viagem inesperada                                 | Corrine Morgan-Thomas |
| 2006 | Romance & Cigarettes                                  | Constance Murder      |
| 2007 | O Assassinato de Jesse James pelo Covarde Robert Ford | Zee James             |
| 2008 | The Spiderwick Chronicles                             | Helen Grace           |
| 2009 | Solitary Man                                          | Jordan                |
| 2010 | Howl                                                  | Gail Potter           |
| 2010 | RED - Aposentados e perigosos                         | Sarah Ross            |
| 2013 | R.I.P.D.                                              | Mildred Proctor       |
| 2013 | RED 2                                                 | Sarah Ross            |
| 2013 | Christmas in Conway - A Hallmark Hall of Fame Movie   | Suzy Mayor            |
| 2014 | Jamesy Boy                                            | Tracey                |
| 2018 | Red Sparrow                                           | Stephanie Boucher     |

| Ano       | Título                               | Personagem        |
| --------- | ------------------------------------ | ----------------- |
| 1988      | Ryan's Hope                          | ?                 |
| 1988      | Too Young the Hero                   | Pearl Spencer     |
| 1994      | A Place for Annie                    | Linda             |
| 1995      | Sugartime                            | Phyllis McGuire   |
| 1998      | Saint Maybe                          | Lucy Dean Bedloe  |
| 1998      | Legalese                             | Rica Martin       |
| 1999      | The Simple Life of Noah Dearborn     | Dr. Valerie Crane |
| 2000      | Cupid & Cate                         | Cate DeAngelo     |
| 2001-2006 | The West Wing                        | Amy Gardner       |
| 2002      | Master Spy: The Robert Hanssen Story | Bonnie Hanssen    |
| 2003      | Angels in America                    | Harper Pitt       |
| 2005      | Vinegar Hill                         | Ellen Grier       |
| 2005-2012 | Weeds                                | Nancy Botwin      |
| 2007      | The Robber Bride                     | Zenia             |
| 2017      | When We Rise                         | Roma Pauline Guy  |